# Ecclesia in America
Ecclesia in America (česky Církev v Americe) je apoštolská exhortace papeže Jana Pavla II., která byla zveřejněna 22. ledna 1999. Exhortace navazuje na zvláštní shromáždění biskupské synody pro Ameriku, které se konalo ve Vatikánu od 16. listopadu do 12. prosince 1997. Zabývá se církví v Americe.
Dokument pomohl ukázat, jak může být evangelizace zaměřená na evangelium autenticky katolická. Prohlašuje se v něm: „Životně důležitým jádrem nové evangelizace musí být jasné a jednoznačné hlásání osoby Ježíše Krista, tj. hlásání jeho jména, jeho učení, jeho života, jeho příslibu království, které pro nás získal svým pašijovým tajemstvím.“ (§ 66)

## Hlavní témata
- Právo původních obyvatel na vlastní půdu
- Nesouhlas s marginalizací přistěhovalců
- Evangelizace Ameriky pokračuje
- Negativní účinky globalizace
- Vnější zadlužení řady zemí
- Obchodování s drogami a jejich užívání
- Zájem o dodržování lidských práv
- Urbanizace
- Korupce
- Obavy o životní prostředí